# Antonio Bettini

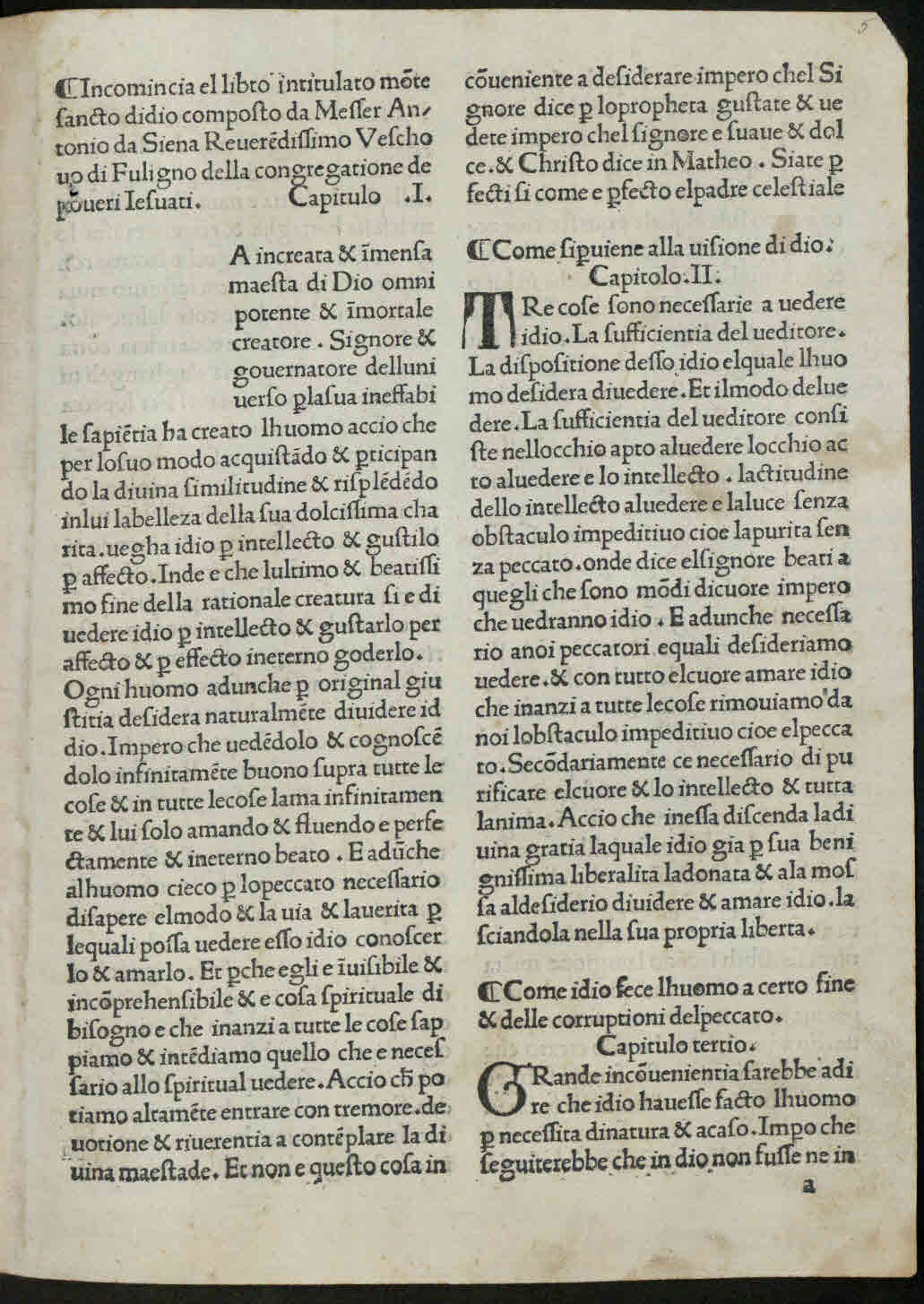
Monte santo di Dio, 1491

Antonio Bettini, conosciuto anche come Bertieri da Siena (Siena, 13 giugno 1396 – Siena, 22 ottobre 1487), è stato un religioso, scrittore e diplomatico italiano, vescovo di Foligno dal 1461 al 1484, città nella quale istituì un monte di pietà. Fu ambasciatore nel Ducato di Milano dal 1466 e presso Federico III d'Asburgo dal 1482.

## Biografia
Bettini nacque a Siena nel 1396 da una famiglia nobile e intraprese studi di giurisprudenza. Entrò a far parte del convento di San Girolamo dei Gesuati a Siena nel 1439. Lavorò a stretto contatto con papa Pio II, il quale lo nominò vescovo di Foligno nel 1461. Per conto di Sisto IV Bettini potrebbe aver viaggiato in Francia (1474) e Germania (1481). In tarda età, dopo avere rinunciato alla carica di vescovo nel 1484, si ritirò nel suo originario convento a Siena nel 1486 e morì un anno dopo, a 91 anni. Bettini era venerato dai biografi successivi e talvolta indicato come beato, senza essere riconosciuto ufficialmente da parte della Chiesa.
Bettini era conosciuto come scrittore prolifico di opere devozionali. Il suo Monte sancto di Dio (1477) descrive come si possa usare la scienza e la virtù per avvicinarsi a Dio. Quest'opera, stampata a Firenze da Niccolò di Lorenzo, è particolarmente degna di nota in quanto è forse la prima opera stampata a contenere incisioni su lastre di rame; queste furono eseguite da Baccio Baldini, su disegno di Botticelli.

## Opere

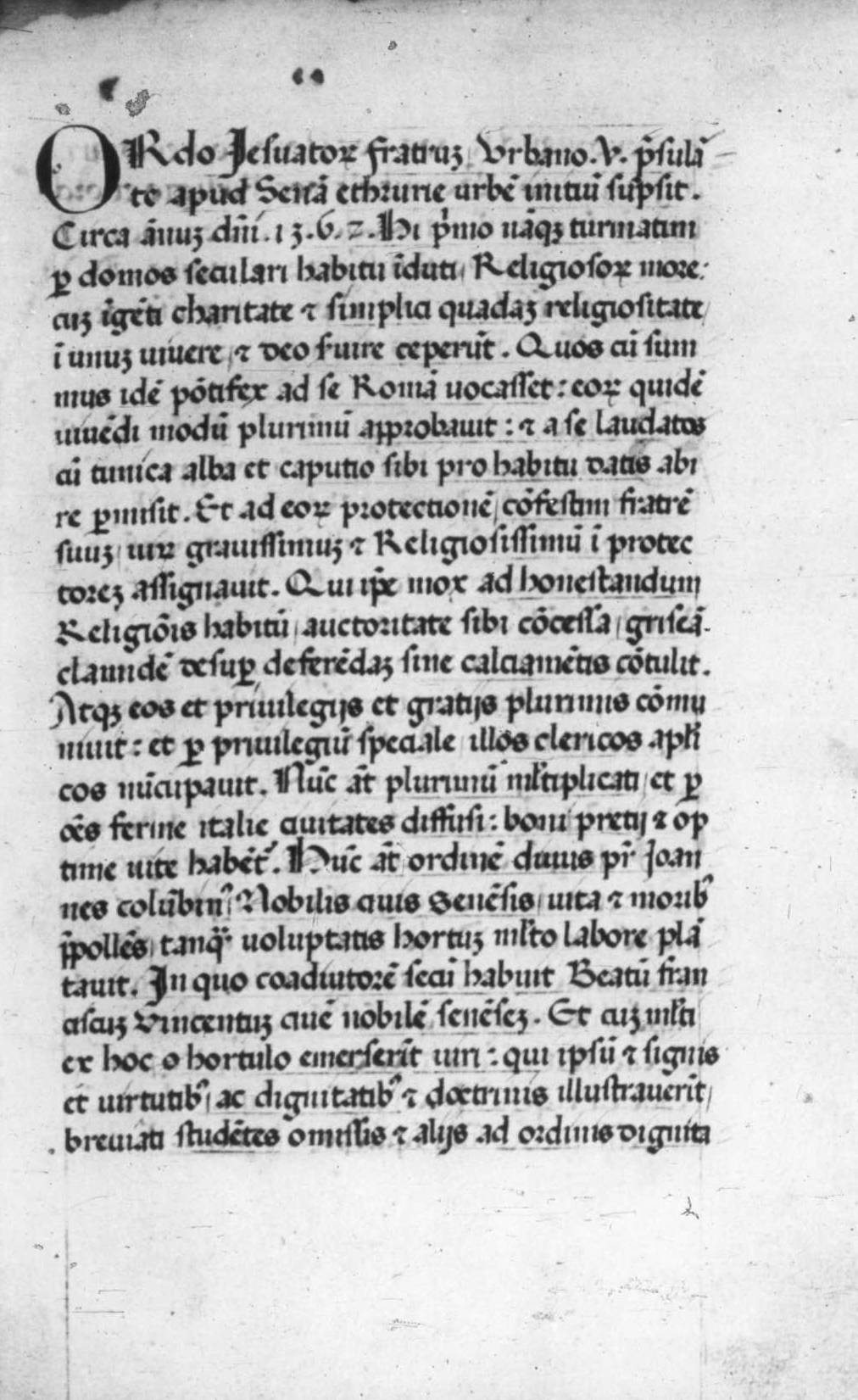
Tractatus sive allegationes, Roma 1492, manoscritto, XV secolo. Parma, Biblioteca Palatina, Fondo Parmense.

- Monte santo di Dio, Impresso nella inclita cipta di Firenze, con somma diligentia per ser Lorenzo de Morgiano & Giovanni thodesco da Maganza, Adi XX di marzo MCCCCXCI.

### Manoscritti
- Tractatus sive allegationes, Roma 1492, XV secolo, Parma, Biblioteca Palatina, Fondo Parmense, Ms. Parm. 694.

## Genealogia episcopale
La genealogia episcopale è:
- Arcivescovo Carlo da Forlì
- Vescovo Antonio Bettini, O.Jes.